# Língua digaro mishmi
Digaro, Taraon ou Darang, é uma língua Digaro falada no nordeste de Arunachal Pradesh,Índia e no condado de Zayü, China por cerca de 35 mil pessoas.

## Nomes
Conforme Jiang (2013:2), seus autônimos são tɑ˧˩rɑŋ˥˧ ou da˧˩raŋ˥˧ e alternativamente tɯŋ˥˧ (Deng 登, 僜) na China. Os Kaman (Miju) os chamam de  tɕi˧˩moŋ˧˥, Os Idu Mishmi os chamam de 'tɑ˧˩rɑŋ˧˥ e em língua assamesaeles são chamados de tɕi˧˩kɑ˥lu˥mi˧˩ɕi˥mi˧˩.

## Distribuição

### Índia
Em Arunachal Pradesh, Índia, o Digaro Mishmi é falado em Hayuliang, Changlagam, Goiliang no distrito Lohit ( conforme Ethnologue). É também falado no distrito Dibang Valley e  em Assam.

### China
Jiang, et al. (2013:2) registrou a língua sendo falada no condado Zayü do Tibete nas seguntes vilas: , Taraon is spoken in the following villages.
- Bacia do rio E 额河流域
  - Jiyu 吉玉村 (outro nome 巨玉)
  - Ciba  次巴村
  - Rusu  如苏村
  - Demen  德门村
  - Zigeng  自更村
  - Xiani  下尼村
  - Ba'antong 巴安通
  - Xin  新村
- Sang'ang River watershed 桑昂河流域
  - Gayao  嘎尧村
- Bacia do rio Chayu  察隅河流域
  - Dongchong 洞冲, cidade baixa de Chayu 下察隅镇